# Sgùrr na Càrnach
Der Sgùrr na Càrnach ist ein 1.002 m (3.287 ft) hoher, als Munro eingestufter Berg in Schottland. Sein gälischer Name bedeutet in etwa Felsige Spitze. Der Berg liegt in der historischen Region Kintail in der Council Area Highland, etwa 25 Kilometer südöstlich von Kyle of Lochalsh und gut 40 Kilometer nördlich von Fort William. Er ist der dritthöchste Gipfel einer als Five Sisters of Kintail bekannten Bergkette auf der Nordostseite des Glen Shiel. 
Die Five Sisters bestehen aus fünf Gipfeln, von denen drei als Munros eingeordnet sind. Von Nord nach Südost folgen aufeinander der Sgùrr nan Saighead, der Sgùrr Fhuaran, der Sgùrr na Càrnach, der Sgùrr na Ciste Duibhe und der Sgùrr nan Spàinteach. Insgesamt erstreckt sich der Grat der Five Sisters auf etwa fünf Kilometer auf der Nordostseite des Glen Shiel.
Der Sgùrr na Càrnach ist erst seit einer Revision der Liste der Munros im Jahr 1997 als eigenständiger Munro eingeordnet, zuvor war er als Munro-Top des 1.067 m (3.501 ft) hohen Sgùrr Fhuaran eingeordnet. Ähnlich wie der benachbarte Sgùrr Fhuaran besitzt er einen pyramidenförmigen Gipfelaufbau, der vor allem aus Richtung Westen gut zu sehen ist. Ebenso weist er mit seinem Nordwestgrat einen langen, bis in den Talgrund von Glen Shiel reichenden Grat auf. Die West- und Südseite des Berges fällt durchgängig steil in das Glen Shiel ab. Nach Norden führt der Hauptgrat der Five Sisters über den knapp 870 m hohen Sattel Bealach na Carnach zum Sgùrr Fhuaran. Im Südosten schließt sich entlang des Hauptgrats nach dem Bealach na Craoibhe auf 863 m Höhe der 1.027 m (3.369 ft) hohe Sgùrr na Ciste Duibhe an. Nach Osten fällt der Sgùrr na Càrnach steil und teils felsig in das tief eingeschnittene Coire Domhain ab, das vom Ostgrat des Sgùrr Fhuaran und dem sich nach Südosten wendenden Hauptgrat der Five Sisters umschlossen wird. 

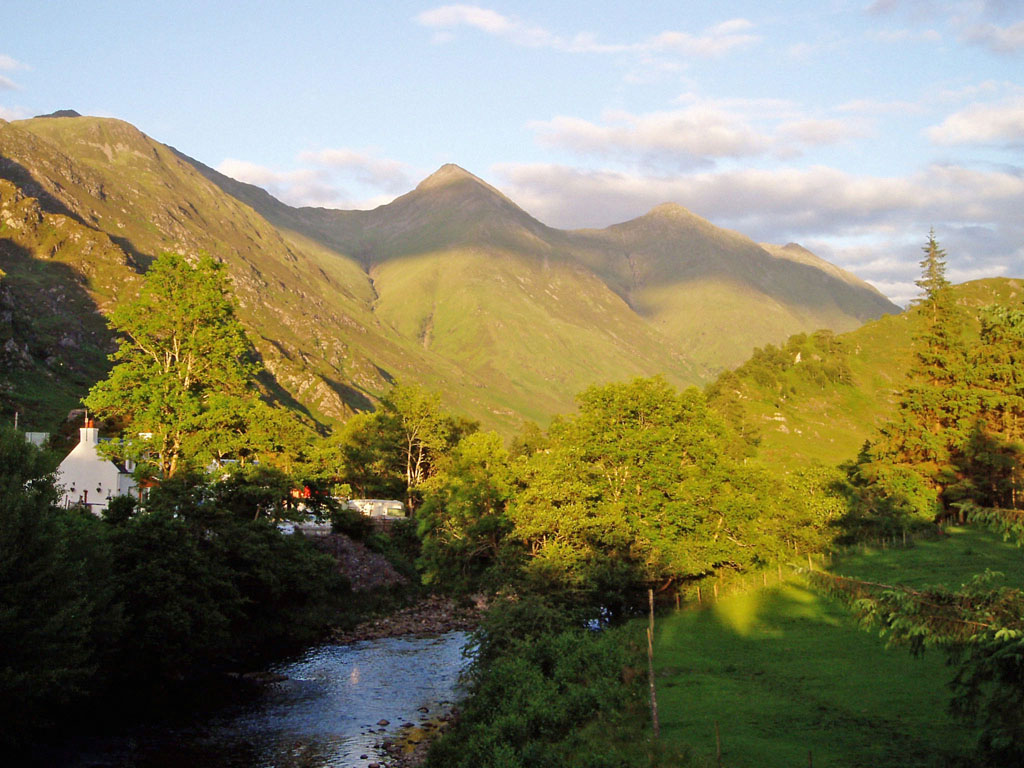
Vier der Five Sisters of Kintail, von links Sgùrr nan Saighead, Sgùrr Fhuaran, Sgùrr na Càrnach und Sgùrr na Ciste Duibhe
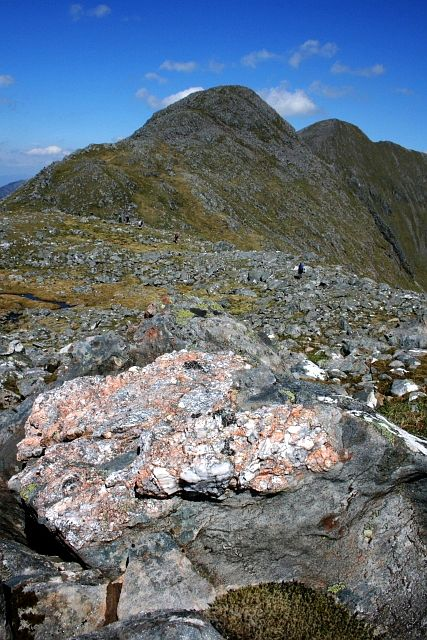
Der Bealach na Craoibhe, dahinter der Sgùrr na Càrnach
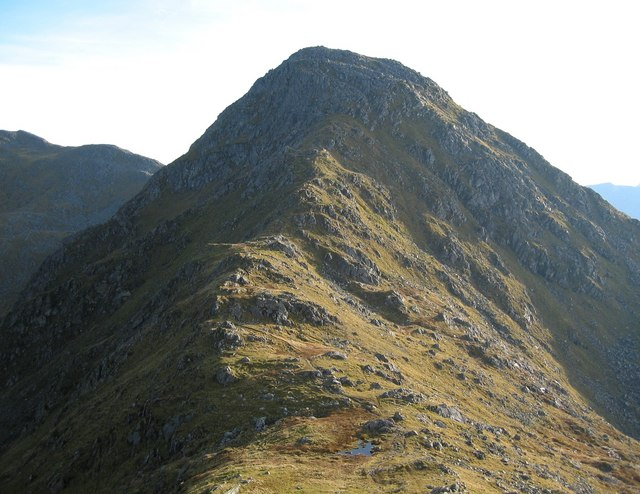
Blick vom Sgùrr Fhuaran zum Gipfel des Sgùrr na Càrnach
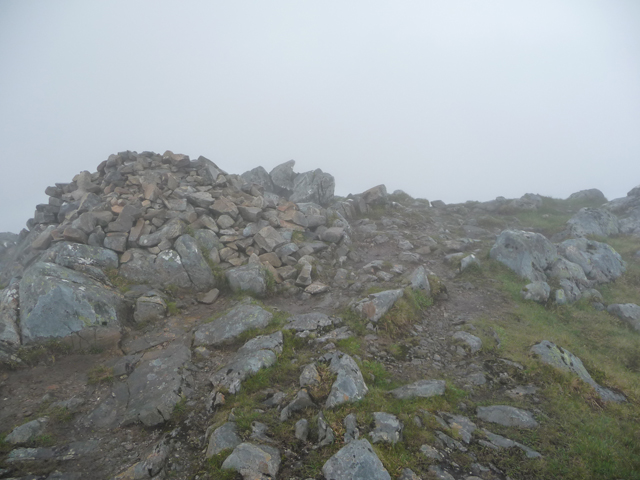
Der Gipfelcairn des Sgùrr na Càrnach

Die meisten Munro-Bagger besteigen den Sgùrr na Càrnach im Zuge einer Überschreitung der Five Sisters. Meist wird die Bergkette in Ost-West-Richtung begangen, da so weniger Höhenmeter im Anstieg erforderlich sind. Ausgangspunkt ist ein Parkplatz an der A87 im Glen Shiel, etwa auf halber Strecke zwischen dem Cluanie Inn und Shiel Bridge am Ostende von Loch Duich. Der Anstieg führt in die Scharte des Bealach an Làpain zwischen dem Sàileag und dem Sgùrr nan Spàinteach. Von dort führt die Grattour über den Sgùrr nan Spàinteach und die weiteren Gipfel der Five Sisters, der mittlere ist der Sgùrr na Càrnach. Vom Sgùrr nan Saighead führt der Abstieg durch das Coire na Crìche bis an das Ostende von Loch Duich. 